# Hjerteinsufficiens
Hjerteinsufficiens eller hjertesvigt er et klinisk syndrom, hvor hjertets pumpeevne er nedsat og kroppens behov for blodgennemstrømning ikke bliver opfyldt. Hjerteinsufficiens resulterer i en række symptomer som åndenød, træthed og væskeophobning (ødemer) i fødderne eller lungerne. Årsagen til hjerteinsufficiens er oftest iskæmisk hjertesygdom, hvor en del af hjertemuskulaturen er gået til grunde.

## Akut og kronisk hjertesvigt
Hjertesvigt kan inddeles i akut hjertesvigt og kronisk hjertesvigt. Akut hjertesvigt kan være forårsaget af en blodprop i hjertet, førende til at dele af hjertemuskulaturen svigter og ikke kan deltage i pumpefunktionen. Ved kronisk hjertesvigt er symptomerne typisk de samme, men kan variere alt efter om patienten er i behandling. Tilstande der kan medføre hjertesvigt er f.eks. aortastenose, hvor aortaklappen er forsnævret, og venstre ventrikel i hjertet møder større modstand under systolen, og slagvolumen derfor bliver mindre.
Symptomer der opstår ved hjertesvigt som lungeødem, kan forklares ved, at venstre side af hjertet ikke kan pumpe blodet ud i arterierne effektivt, og det dermed staser op i lungerne førende til  øget blodtryk i lungernes blodkar. Ydermere ses der ved kronisk hjertesvigt, at patienter får øget blodvolumen for at kompensere for det nedsatte slagvolumen. Det resulterer i et højere venøst tryk og dermed et større transmuralt tryk, der øger risikoen for både lungeødem og hævede ben, da væsken udskilt fra blodkarrene overstiger lymfesystemets kapacitet.